# 피그스킨 퍼레이드
피그스킨 퍼레이드(Pigskin Parade)는 미국에서 제작된 데이빗 버틀러 감독의 1936년 영화이다. 스튜어트 어윈 등이 주연으로 출연하였고 대릴 F. 자눅 등이 제작에 참여하였다.

## 출연

### 주연
- 스튜어트 어윈
- 팟시 켈리

### 조연
- 잭 헤일리
- 자니 다운스
- 베티 그레이블
- 아레인 저지
- 딕시 던바
- 주디 갈랜드
- 프레드 콜러 주니어
- 그래디 슈튼
- 엘리사 쿡 주니어
- 에드워드 J. 너건트
- 줄리어스 태넌

## 제작진
- Ass-PD: 보가트 로저스
- 미술: 한스 피터스
- 의상: 그웬 웨이크링